# Гадюка габонська
Ґабо́нська гадю́ка[джерело?], або каса́ва[джерело?] (Bitis gabonica), — найбільша отруйна змія з роду Африканська гадюка родини Гадюкові. Поширена в дощових тропічних і субтропічних лісах, у вторинних лісах, у саванних рідколіссях в Західній, Центральній, Південній, а також Східній Африці. Віддає перевагу вологим місцям проживання. Це одна з найбільших і товстіших гадюк, яка сягає 1,8 м завдовжки, а за деякими даними, і більше 2 м. Обхват тулуба до 47 см. Голова дуже велика і широка, трикутної подоби, відмежована від тулуба вузькою шиєю. Властивою прикметою голови є підняті щитки між ніздрями у вигляді ріжок, особливо добре помітні в особин із західної частини ареалу. Забарвлення всього тіла імітує лісову підстилку з пожухлого листя.
Виділяється спокійним норовом, рідко реагуючи на зовнішні подразники — з цієї причини випадки нападу на людину одиничні. Незважаючи на це, укус змії являє серйозну небезпеку. Без негайної медичної допомоги токсини в отруті касави викликають ряд системних порушень в організмі, які можуть закінчитися летальним наслідком. Для лікування використовують стандартні сироватки проти отрути саме цього виду. Раціон переважно складається з гризунів (миші, пацюки), меншою мірою — з інших ссавців, птахів, ящірок і жаб. Метаболізм повільний, як і у більшості змій. Є живородною змією, розмножується раз на два або три роки. У виводку зазвичай до 24, в окремих випадках до 60 дитинчат.

## Таксономія
Ґабонську гадюку було описано уперше 1854 року як Echidna gabonica.
Lenk et al. (1999) виявили генетичні відмінності між двома загальновизнаними підвидами B. g. gabonica та B. g. rhinoceros. Згідно з їхніми дослідженнями, ці два підвиди генетично відрізняються один від одного, як і від B. nasicornis. Отже, західну форму вони розглянули як окремий вид, B. rhinoceros.
Видова назва касави походить від назви центральноафриканської держави Ґабон. Первісно назва Ґабон (порт. Gabão) була дана португальцями-колонізаторами естуарію річки Комо, на якому і було зведено нинішню столицю держави Лібревіль, та вузькій смузі землі по обидва береги цього гирла. Станом на 1909 рік, Ґабон був північною частиною колонії Французького Конґо, лежачи одразу на південь від екватора та між Атлантичним океаном і 12° східної довготи.

## Опис
Загальна довжина сягає 2 м, а вага великих особин може перевищувати 8 кг. Тулуб товстий. На передньому кінці морди, між ніздрями, піднімаються дві великі шилоподібні луски, дещо загнуті назад. У деяких особин вони дуже короткі, в інших довгі й високі, що надають змії войовничий вигляд. Решта поверхні голови, а також весь тулуб вкриті дрібною ребристою лускою.
Забарвлення складається з малюнка, який утворено чіткими геометричними фігурами й поєднанням яскравих та соковитих кольорів — білого, чорного, рожевого, пурпурного, бурого. Голова зверху світло-сірого кольору з вузькою темною смужкою посередині. Від очей униз та назад йдуть, розширюючись, 1—2 темні заочноямкові смуги. Уздовж хребта розташовано рядок білих або світло-жовтих поздовжньо витягнутих прямокутників. Вони з'єднані між собою парними чорними трикутниками. З боків тулуба пробігає чіткий світлий зигзаг з темно-бурою облямівкою по нижньому краю, а у заглиблення зигзагу вкладені пурпурні ромби зі світло-сірими плямами посередині. Таке яскраве і чітке забарвлення аж ніяк не видає змію у природному середовищі, навпаки, гарно приховує її на фоні червоно-бурого ґрунту серед строкатої рослинності й сухий опалого листя. Кольорове виконання малюнка може бути найрізноманітнішим — з перевагою ясно-жовтих, яскраво-червоних або темно-сірих кольорів. Райдужна оболонка очей буває забарвлена від світло-сірого до криваво-червоного кольорів.

## Спосіб життя
Полюбляє саваннові рідколісся, лісову місцину, річкові долини, вологі луги, нижні пояси гір. Активна вночі. Харчується гризунами, ящірками, птахами.
Це дуже флегматична змія. Потрібно докласти багато старань, щоб розлютити її та змусити кусатися. Африканці знають її характер і зазвичай не бояться, якщо потрібно зловити змію, вони без побоювань хапають її за шию або за хвіст, пхають у торбу або тягнуть за собою, а змія навіть не намагається вкусити. Тому не дивно, що відомо дуже мало летальних випадків, викликаних укусом ґабонської гадюки. Однак , якщо гадюка таки вкусила людину, то імовірність смерті дуже висока, оскільки отрута, що вводиться 3—4-сантиметровими зубами гадюки, викликає глибоке отруєння організму.
Це яйцеживородна змія. Самиця народжує до 40 дитинчат.

## Розповсюдження
Основна ділянка ареалу східного підвиду знаходиться в Центральній Африці від Беніну на схід до Південного Судану, на південь до північної Анґоли і Замбії. Середні і дрібні вогнища поширення відзначені у східній Танзанії, Малаві, Мозамбіку, Зімбабве й у південно-африканській провінції Квазулу-Наталь. Батьківщиною західного «рогатого» підвиду вважаються популяції, що живуть на заході материку в Ґвінеї, С'єрра-Леоне, Кот-д'Івуарі, Ліберії та Ґані.
В екваторіальній Африці населяє вологі тропічні та інші, що примикають до них, ліси, плантації какао, а також саванні рідколісся. У Танзанії зустрічається серед заростей вторинного лісу, на плантаціях кеш'ю й інших деревних сільськогосподарських культур. В Уґанді і Замбії селиться в вічнозелених лісах і прилеглих сирих луках. У Південній Африці зустрічається тільки в місцинах з високим рівнем опадів, головним чином у смузі субтропічного лісу східної частини материка. У порівнянні з близькоспорідненою шумливою гадюкою касава віддає перевагу вологішим і лісистим біотопам. У передгір'ях зустрічається на вистоі до 1500 м над рівнем моря. Spawls et al. (2004) згадують максимальну висоту у 2100 м.